# حزقيال كارلوس روبلس
حزقيال كارلوس روبلس (بالإسبانية: Juan Carlos Robles Ania)‏ (29 ديسمبر 1967 في إسبانيا - ) هو لاعب كرة طائرة إسبانيا. شارك في الألعاب الأولمبية الصيفية 2000 والألعاب الأولمبية الصيفية 1992.

## وصلات خارجية
- حزقيال كارلوس روبلس على موقع عالم الكرة الطائرة (الإنجليزية)
- حزقيال كارلوس روبلس على موقع أوليمبيديا (الإنجليزية)